# Zeitstrafe

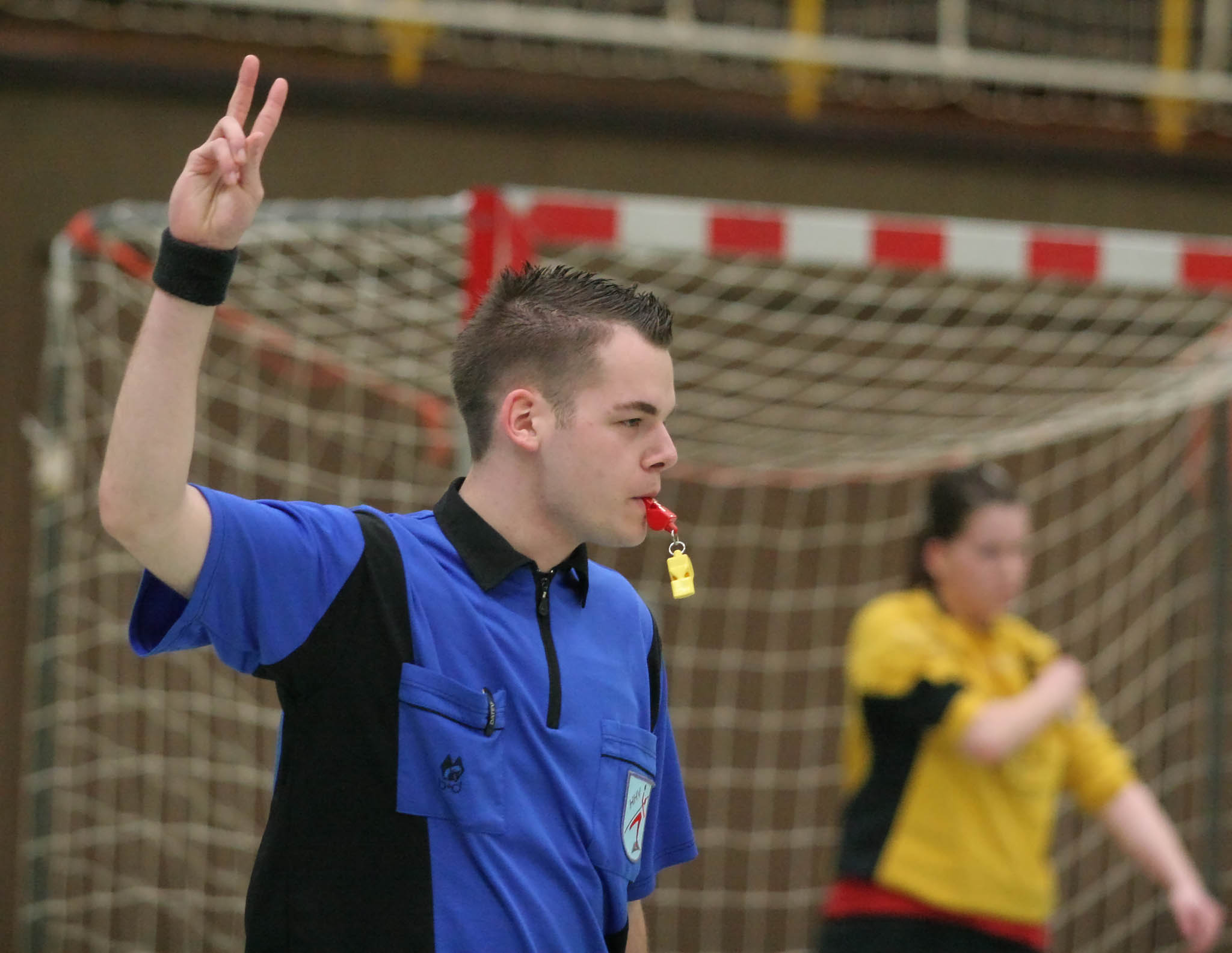
Zwei-Minuten-Zeitstrafe im Handball – angezeigt vom Schiedsrichter

Eine Zeitstrafe (auch Strafzeit) wird bei verschiedenen Sportarten als Sanktion für einen Regelverstoß verhängt.

## Arten von Zeitstrafen

### Zeitlich begrenzte Hinausstellung eines Spielers
Bei Mannschaftssportarten wie Handball, Eishockey oder Hockey muss ein Spieler nach einem Foul für eine bestimmte Dauer (meist zwischen 2 und 10 Minuten) das Feld verlassen. Die Mannschaft spielt dann in Unterzahl.

### Zeitaddition
Beim Radsport und Motorsport wird für einen Regelverstoß eine bestimmte Zeitspanne zur Fahrzeit addiert.

### Pause
Beim Gehsport und beim Triathlon muss der Sportler nach ein Regelverstoß in einer Aufenthaltszone bzw. Penalty Box das Rennen pausieren.

## Sportarten

### Handball

#### Beachhandball
Im Beachhandball wird ein Spieler bei einem schweren Regelverstoß hinausgestellt. Dabei muss die Mannschaft bis zu einem Ballbesitzwechsel in Unterzahl spielen. Die zweite Hinausstellung eines Spielers führt zu einer Disqualifikation.

#### Feldhandball
Im Feldhandball bekommt ein Spieler bei einem schweren Regelverstoß eine 5-Minuten-Zeitstrafe oder 10-Minuten. Dabei muss die Mannschaft die volle Zeit in Unterzahl spielen. Bei einem ähnlichen Verstoß erfolgt die zweite Hinausstellung für 10 Minuten, ist dies nicht der Fall für 5 oder 10 Minuten. Die dritte Hinausstellung ist immer eine 10-Minuten-Zeitstrafe und führt zu einer Disqualifikation.

#### Hallenhandball
Im Handball bekommt ein Spieler bei einem schweren Regelverstoß eine 2-Minuten-Zeitstrafe. Dabei muss die Mannschaft volle zwei Minuten in Unterzahl spielen. Die dritte 2-Minuten-Zeitstrafe eines Spielers führt zu einer Disqualifikation.